# 周山会
周山会（しゅうざんかい）は、かつて存在した自由民主党の派閥。領袖は佐藤栄作。通称は佐藤派→保利グループ。

## 概要
木曜研究会が母体。のち周山会と改名。佐藤は、旧自由党の吉田茂派を池田勇人の池田派（宏池会）と分ける形で派閥を形成し、佐藤の下には、佐藤派五奉行と言われた田中角栄、保利茂、橋本登美三郎、愛知揆一、松野頼三のほか、木村武雄、二階堂進などの人材が結集した。
首相の佐藤は後継の総理総裁職に福田派の福田赳夫を希望していたが、これを察知した田中角栄が佐藤の退陣直前に派内派を結成、佐藤派102名のうち81名が参加し、後に七日会（後の木曜クラブ）として独立した。周山会は保利茂が中心となり佐藤派内の福田支持グループをまとめる。残った周山会は周山クラブと名前を変え、少数派閥の保利グループとなる。
総裁選挙後は保利グループは八日会に合流し、派閥は消滅した。佐藤派の大派閥としての地盤は田中派に引き継がれていった。

## 所属していた国会議員一覧

### 八日会合流時の構成
- 保利茂
- 大野市郎
- 大橋武夫
- 北沢直吉
- 木村俊夫
- 佐藤栄作
- 瀬戸山三男
- 中馬辰猪
- 塚原俊郎
- 中野四郎
- 中村庸一郎
- 西村直己
- 細田吉蔵
- 松野頼三
- 三池信

### 保利グループ以前の在籍者
七日会参加者を除く。
- 伊東隆治
- 上林山栄吉
- 坂田英一
- 佐藤洋之助
- 渡邊良夫